# Камишли (Бахчисарайський район)
Камишли́ (крим. Qamışlı) — село в Україні, у Бахчисарайському районі Автономної Республіки Крим. Підпорядковане Верхньосадівській сільській раді.
Відстань від райцентру становить 19 кілометрів по прямій.
Розташоване за 9 км на південний захід від села Верхньосадового. Дворів 14, населення становить 36 осіб.

## Історія
Перша документальна згадка села зустрічається в «Османському реєстрі земельних володінь Південного Криму 1680-х років», згідно з яким у 1686 році Камишли входило до Мангупського кадилика еялета Кефе. Усього згадано 18 землевласників (усі мусульмани).
В часи Кримського ханства село входило до складу Мангупського кадилика Бакчі-сарайського каймаканства, що зафіксовано в Камеральному Описі Криму 1784 року.
Після російської анексії Криму входило до Дуванкойської волості Сімферопольського повіту Таврійської губернії.
Станом на 1886 у селі мешкало 358 осіб, налічувалось 76 дворових господарств, існували мечеть та лавка.
Згідно зі Списком населених пунктів Кримської АРСР за Всесоюзним переписом 17 грудня 1926 року, в селі Камишли значилося (разом з однойменним радгоспом) 125 дворів, з них 109 селянських, населення становило 535 осіб, з них 452 кримські татарини, 57 росіян, 23 українці, 1 білорус, 1 німець, 2 записані у графі «інші», діяла татарська школа I ступеня (п'ятирічка).
Рішенням сесії Севастопольської міськради від 23 жовтня 1992 року село Камишли було відновлено як самостійний населений пункт.
7 вересня 2023 року село перейшло зі складу міста зі спеціальним статусом Севастополь до Бахчисарайського району Автономної Республіки Крим.